# 维勒沃纳尔
维勒沃纳尔（法語：Villevenard，法語發音：[vilvənaʁ]）是法国马恩省的一个市镇，位于该省西南部，属于埃佩尔奈区。

## 地理
维勒沃纳尔（48°49'41"N, 3°47'53"E）面积13.28 平方千米，位于法国大東部大區马恩省，该省份为法国东北部内陆省份，北起阿登省，西北接埃纳省，西南接塞纳-马恩省，南至奥布省，东南接上马恩省，东临默兹省。
与维勒沃纳尔接壤的市镇（或旧市镇、城区）包括：孔日、拜村、夸扎尔-若什、库尔若内、瓦村、勒沃、塔吕圣普里。
维勒沃纳尔的时区为UTC+01:00、UTC+02:00（夏令时）。

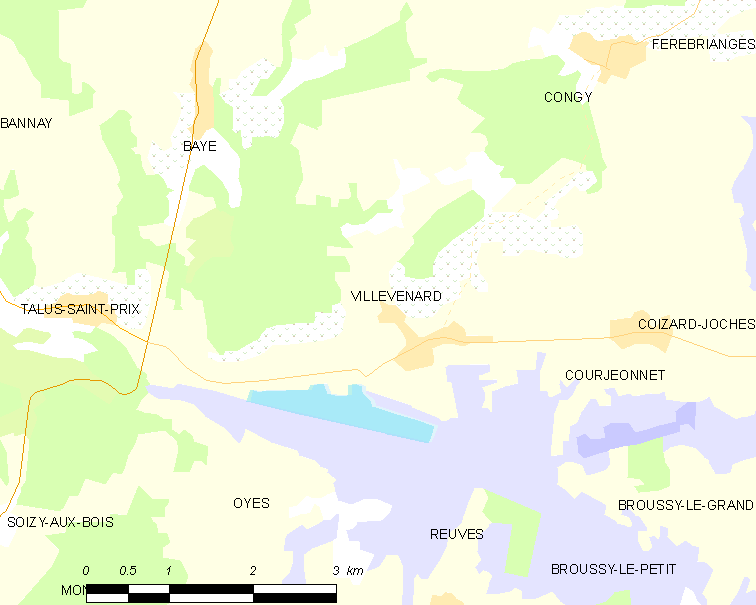
维勒沃纳尔的OSM定位图

## 行政
维勒沃纳尔的邮政编码为51270，INSEE市镇编码为51641。

## 政治
维勒沃纳尔所属的省级选区为多尔芒-香槟景县。

## 交通
马恩省省道D43线经过市中心。

## 人口

1962-2008年间维勒沃纳尔人口变化图示

维勒沃纳尔于2022年1月1日时的人口数量为194人。